# Čierne
Čierne (Hongaars: Cserne) is een Slowaakse gemeente in de regio Žilina, en maakt deel uit van het district Čadca.
Čierne telt 4.399 inwoners.